# Hinton (Iowa)
Pour les articles homonymes, voir Hinton.
Hinton est une ville du comté de Plymouth, en Iowa, aux États-Unis. Elle est fondée en 1870 et incorporée le 6 juin 1906.

## Source de la traduction
- (en) Cet article est partiellement ou en totalité issu de l’article de Wikipédia en anglais intitulé « Hinton, Iowa » (voir la liste des auteurs).